# AF Rodez

Früheres Logo

Rodez Aveyron Football (oder kurz le RAF) ist ein französischer Fußballverein aus Rodez, der Hauptstadt des Départements Aveyron.
Der Verein entstand 1929/30 unter dem Namen Stade de Rodez Football. Nach Konkurs und Neugründung nahm er 1993 seinen heutigen Namen an. Die Vereinsfarben sind Gelb und Rot. Die Ligamannschaft spielt im Stade Paul-Lignon, das eine Kapazität von 5955 Plätzen aufweist.

## Ligazugehörigkeit
Von 1988 bis 1993 besaß Rodez ein Profistatut, war zwischen 1988 und 1993 mit einjähriger Unterbrechung in der zweithöchsten Spielklasse, aber noch nie in der Division 1 (seit 2002 Ligue 1 genannt) vertreten. Zur Saison 2017/18 sind die Männer des RAF in die dritte Liga aufgestiegen. Im Jahr darauf schaffte man wieder den Sprung in die Ligue 2 und nahm daraufhin erneut Profistatus an.
Die Frauenelf von RAF hingegen gehörte von 2010 bis 2019 durchgehend der höchsten französischen Division an, in die sie zur Saison 2022/23 zurückgekehrt, aber umgehend wieder in die zweite Liga abgestiegen ist. Dort tritt sie auch 2024/25 noch an.

## Kader 2025/26
Stand: 7. August 2025
| Nr. |            | Position | Name               |
| --- | ---------- | -------- | ------------------ |
| 1   | Frankreich | TW       | Quentin Braat      |
| 3   | Frankreich | AB       | Raphaël Lipinski   |
| 4   | Schweiz    | AB       | Mathis Magnin      |
| 5   | Frankreich | AB       | Clément Jolibois   |
| 6   | Frankreich | MF       | Jordan Mendes      |
| 7   | Frankreich | MF       | Mohamed Achi       |
| 8   | Kamerun    | MF       | Wilitty Younoussa  |
| 9   | Frankreich | ST       | Timothé Nkada      |
| 10  | Algerien   | ST       | Mehdi Baaloudj     |
| 11  | Belgien    | AB       | Mohamed Bouchouari |
| 17  | Frankreich | AB       | Aurélien Pelon     |
| 18  | Frankreich | ST       | Ibrahima Baldé     |

| Nr. |            | Position | Name              |
| --- | ---------- | -------- | ----------------- |
| 19  | Frankreich | ST       | Hermann Tebily    |
| 19  | Frankreich | MF       | Derek Mazou-Sacko |
| 20  | Madagaskar | MF       | Ryan Ponti        |
| 21  | Frankreich | AB       | Dylan Vangi       |
| 22  | Frankreich | MF       | Octave Joly       |
| 24  | Frankreich | AB       | Loni Laurent      |
| 25  | Frankreich | AB       | Nolan Galves      |
| 27  | Frankreich | MF       | Alexis Trouillet  |
| 30  | Frankreich | TW       | Enzo Crombez      |
| 33  | Frankreich | MF       | Morgan Corredor   |
|     | Frankreich | TW       | Lucas Margueron   |
|     | Frankreich | ST       | Kenny Nagera      |

## Erfolge
- Französischer Pokal: Halbfinalist 1991